# Bernd W. Kubbig
Bernd W. Kubbig (* 18. Juli 1950 in Gehrenrode) ist ein deutscher Politikwissenschaftler, Konfliktforscher und Autor.

## Leben
Kubbig studierte Politikwissenschaft, Germanistik und Theologie an der Philipps-Universität in Marburg. Von 1976 bis 1977 war er Mitarbeiter des Program for Science and International Affairs der Harvard University in Cambridge. Er promovierte z. Z. über die inneramerikanischen Auseinandersetzungen um die Grundsätze der Nuklearexportpolitik der USA. Später leitete er die die Koordinationsgruppe Raketenabwehrforschung des Leibniz-Instituts der Hessischen Stiftung Friedens- und Konfliktforschung in Frankfurt und wurde später stellvertretender Vorsitzender des Forschungsrats des Instituts. Zudem forschte er als Privatdozent an der Universität Frankfurt.

## Forschungsschwerpunkt
Seine Forschungsschwerpunkte umfassen die amerikanische Außen-, Sicherheits- und Rüstungspolitik, den Iran und Weltordnungspolitik mit den Schwerpunkten Raketenabwehr und Weltraum.

## Veröffentlichungen (Auswahl)
- Kirche und Kriegsdienstverweigerung in der BRD, Kohlhammer, 1974, ISBN 978-3-17-001702-3
- Kriegsdienstverweigerung und Zivildienst in der Bundesrepublik Deutschland, Alektor-Verlag, 1978[7]
- Nuklearenergie und nukleare Proliferation, Haag und Herchen, 1980, ISBN 978-3-88129-467-6
- Gleichgewicht oder Überlegenheit, Campus-Verlag, 1983, ISBN 978-3-593-33300-7
- Amerikanische Rüstungskontrollpolitik, Campus-Verlag, 1988, ISBN 978-3-593-33688-6
- Die militärische Eroberung des Weltraums (Herausgeber), Suhrkamp, 1990, ISBN 978-3-518-11510-7
- Transatlantische Unsicherheit (Herausgeber), Fischer-Taschenbuch-Verlag, 1991, ISBN 978-3-596-10627-1
- Nuklearexport und Aufrüstung : neue Bedrohungen und Friedensperspektiven mit Harald Müller, Fischer-Taschenbuch-Verlag, 1993, ISBN 978-3-596-11522-8
- Brandherd Irak (Herausgeber), Campus-Verlag, 2003, ISBN 978-3-593-37284-6[8]
- Wissen als Machtfaktor im Kalten Krieg : Naturwissenschaftler und die Raketenabwehr der USA, Campus-Verlag, 2004, ISBN 978-3-593-37601-1
- The nuclearization of the broader Middle East as a challenge for transatlantic policy coordination (Herausgeber), Hessische Stiftung Friedens- und Konfliktforschung, 2006, ISBN 	978-3-937829-33-3